# Чарыев, Шалар
Шалар Чарыев (1903 год, с. Чашгын, Мервский уезд, Закаспийская область, Туркестанский край, Российская империя — 15 ноября 1979 года, Марыйская область, Туркменская ССР) — управляющий третьей фермой каракулеводческого совхоза «Уч-Аджи» Министерства внешней торговли СССР, Байрам-Алийский район, Марыйская область, Туркменская ССР. Герой Социалистического Труда (1948).

## Биография
Родился в 1903 году в крестьянской семье в одном из сельских населённых пунктов Мервского уезда Закаспийской области (на территории современного Байрамалийского этрапа, Туркмения).
С конца 1920-х годов трудился чабаном в каракулеводческом совхозе «Уч-Аджи» Байрам-Алийского района с центром в селе Уч-Аджи (сегодня — Багтыярлык). В 1932 году вступил в ВКП(б). В послевоенное время был назначен управляющим третьей фермой в этом же совхозе.
На начало 1947 года третья ферма обслуживала отару численностью 3770 овцематок. По итогам 1947 года чабаны третьей фермы сдали 93,3 % каракулевых смушек первого сорта от общего числа сданных смушек и в среднем по 108 ягнят к отбивке на каждую сотню овцематок. Указом Президиума Верховного Совета СССР от 15 сентября 1948 года удостоен звания Героя Социалистического Труда за «получение в 1947 году высокой продуктивности животноводства при выполнении колхозом обязательных поставок сельскохозяйственных продуктов и плана развития животноводства по всем видам скота» с вручением ордена Ленина и золотой медали «Серп и Молот».
Этим же Указом званием Героя Социалистического Труда были также награждены директор совхоза «Уч-Аджи» Александр Иванович Трапезников, управляющий первой фермой Юсуп Дусембаев и чабаны Аллаяр Бердыев, Ходжа Нияз Бяшимов, Кочкар Рахмедов, Нурыназар Сеидов, Ахмедьяр Суликбаев.
В последующие годы возглавлял животноводческий совхоз «Сайван». С 1956 года до выхода на пенсию в 1958 году — директор совхоза «Равнина» Байрам-Алийского района.
Проживал в Марыйской области. Умер в 1979 году.